# Język luri
Język luri, także: luryjski – język irański używany przez ok. 5 mln Lurów, zamieszkujących tereny południowo-zachodniego Iranu (m.in. Lorestan), a także pogranicze iracko-irańskie i część półwyspu Musandam w Omanie (dialekt kumzari). Nie wykształcił tradycji literackiej. Dawniej uznawany za dialekt perskiego, obecnie klasyfikowany jako bliska mu grupa dialektów.